# Oecanthus celerinictus
Oecanthus celerinictus är en insektsart som beskrevs av Walker, T.J. 1963. Oecanthus celerinictus ingår i släktet Oecanthus och familjen syrsor. Inga underarter finns listade i Catalogue of Life.